# István Apró
István Apró (n. 10 aprilie 1960, Zenta-) este un scriitor, publicist maghiar din Voievodina, Serbia.